# Génova
Pour les articles homonymes, voir Génova (homonymie).
Génova est une ville du Guatemala dans le département de Quetzaltenango.